# 舍伍德数
舍伍德数是流体力学中的无量纲数，也被称为质量传递努塞尔特数，指动量与扩散传质系数之比，计算式为：
{\displaystyle \mathrm {Sh} ={\frac {h_{D}L}{D_{fluid}}}}
其中，
- {\displaystyle h_{D}}为质量传递系数
- {\displaystyle L}为特征长度
- {\displaystyle D_{fluid}}为扩散传质系数